# Claude-Henri de Fusée de Voisenon
Claude-Henri de Fusée de Voisenon (* 8. Juli 1708 in Voisenon; † 22. November 1775 ebenda) war ein französischer römisch-katholischer Geistlicher, Schriftsteller und Mitglied der Académie française.

## Leben

### Generalvikar und Kommendatarabt
Claude-Henri de Fusée, Graf von Voisenon, entstammte der gräflichen Familie Fusée de Voisenon (auch: Fuzée de Voisenon). Seine Mutter starb kurz nach der Geburt. Er war sein Leben lang Asthmatiker. Sein älterer Bruder wurde General, er selbst war traditionsgemäß für den geistlichen Stand vorgesehen, schlug aber diese Karriere erst nachträglich ein und wurde erst spät zum Priester geweiht. Er war Generalvikar seines Verwandten, des Bischofs Jean-Marie Henriau (1661–1738) von Boulogne, lehnte es aber ab, dessen Nachfolger zu werden. Seine Beziehungen zum Hof verschafften ihm die Pfründen eines Kommendatarabts der Abtei La Chapelle-aux-Planches in Puellemontier und ab 1742 der Abtei Le Jard in Voisenon.

### Homme de Lettres
Von da an lebte er als Verkörperung des im französischen 18. Jahrhundert nicht seltenen weltlich orientierten Geistlichen mit literarischen Neigungen. Er frequentierte die Pariser literarischen Salons, zuvorderst den seiner Patin Madame Doublet, wo er unter anderen Charles-Simon Favart und dessen Ehefrau Madame Favart kennenlernte, mit denen er eine Art Lebens- und Schaffensgemeinschaft einging zur Produktion zahlreicher Theaterstücke. Bekannt war er auch in den Salons der Madame Geoffrin und der Madame d’Épinay. Weitere Kreise, in denen er ein und aus ging, umgaben Louis César de La Baume Le Blanc, Duc de La Vallière (1708–1780) in Montrouge (Voisenon galt als „Bischof von Montrouge“), Madame de Pompadour in Étiolles und die Herzogin von Maine in Sceaux. Daneben gehörte er (wie zahlreiche Intellektuelle) zu der (eine parodistische Gegenkultur pflegenden) Société du bout du banc der Schauspielerin Jeanne-Françoise Quinault (1699–1783).

### Mitglied der Académie française
1762 wurde er mit Unterstützung von Madame de Pompadour in die Académie française (Sitz Nr. 13) gewählt. Der Minister Choiseul setzte ihm 1765 eine Pension aus, um für den Dauphin, den späteren Ludwig XVI., historische Essays zu schreiben. Mit Finanzminister Joseph Marie Terray war er befreundet.  Fürstbischof Damian August von Speyer ernannte ihn 1771 zu seinem Botschafter am französischen Königshof. Er starb 1775 im Alter von 67 Jahren. Seine letzte Lebensgefährtin, Élisabeth-Marie-Constance-Bénédicte-Sophie de Lowendal, comtesse Turpin de Crissé (1742–1785), Tochter des Marschalls Ulrich von Löwendal, veranstaltete 1781 eine Gesamtausgabe seiner Werke in 5 Bänden (mit Lebensbeschreibung in Bd. 1 unter dem Titel Précis historique de la vie de M. l’abbé de Voisenon).

### Voisenon heute
Von seinen zahlreichen Werken sind heute vor allem die erotischen Erzählungen präsent, in denen er sich nach Art des französischen 18. Jahrhunderts einer verdeckten, anspielenden Ausdrucksweise befleißigte. Am bekanntesten ist der Roman Le Sultan Misapouf et la princesse Grisemine (1746), der noch 2002 von Patrick Wald Lasowski in dem Band 472 der Bibliothèque de la Pléiade Romanciers libertins du XVIIIe siècle (Bd. 1) herausgegeben wurde.

## Werke (soweit ins Deutsche übersetzt)
- Isabelle Et Gertrude, Ou Les Sylphes Supposés. Comédie en un acte, Mèlée d’Ariettes. Ohne Jahr.
  - (deutsch) Isabella und Gertraude, oder, Die erdichtete Luft-Geister. Lust-Spiel in einem Aufzuge. Mannheim 1767.
- (mit Charles-Simon Favart) L’Amitié à l’épreuve. Ohne Jahr.
  - (deutsch) Die Freundschaft auf der Probe. Ein rührendes Lustspiel in 5 Aufzügen. Leipzig 1768.
  - Die Freundschaft auf der Probe. Eine Operette in zween Aufzügen. Wien 1780.
- La Jeune Grecque, comédie en trois actes et en vers. 1762
  - (deutsch) Die junge Griechinn. Ein Lustspiel in drey Aufzügen. Wien 1772.
- L’Amant déguisé, ou le Jardinier supposé, comédie en 1 acte, mêlée d’ariettes. 1769.
  - (deutsch) Der verkleidete Liebhaber oder der verstellte Gärtner. Ein Singspiel in einem Aufzuge. Frankfurt am Main 1774.
- Coulouf. Ohne Jahr.
  - (deutsch) Schalk Amor, oder Die geschiedne Frau. Ein Lustspiel in drey Akten. Mit untermischten Gesängen und Tänzen. Leipzig 1784.
- Drei galante Erzählungen des Abbé von Voisenon. Berlin 1918. (übersetzt von Alfred Semerau).
- Les exercices de dévotion de Monsieur Henri Roch avec Madame la Duchesse de Condor. Ohne Jahr.
  - (deutsch) Die Liebesübungen. Heyne, München 1976.